# Elias Baum
Elias Niklas Baum (* 26. Oktober 2005 in Frankfurt am Main) ist ein deutscher Fußballspieler. Der auf der Außenbahn flexibel einsetzbare Juniorennationalspieler steht bei Eintracht Frankfurt unter Vertrag.

## Karriere

### Verein
Baum begann das Fußballspielen beim FC 1957 Marxheim und wechselte 2015 zu Eintracht Frankfurt. Dort unterschrieb er im Dezember 2022 einen „langfristigen Vertrag“. Der Außenbahnspieler wird seit April 2023 in der zweiten Mannschaft der Eintracht eingesetzt, mit der er nach der Spielzeit 2022/23 als Meister der Hessenliga in die Regionalliga Südwest aufstieg. Am 9. November 2023 gab Baum beim 1:0-Sieg beim HJK Helsinki in der UEFA Europa Conference League sein Profidebüt für die erste Mannschaft; am 9. Dezember 2023 debütierte Baum in der Bundesliga, als er beim 5:1-Sieg gegen den FC Bayern München in der Schlussphase eingewechselt wurde. Für die Saison 2024/25 wurde er an die SV Elversberg verliehen. Dort gehörte Elias Baum zu den Leistungsträgern und trug dazu bei, dass Elversberg mit dem 3. Tabellenplatz  in der 2. Bundesliga ihr bislang erfolgreichstes Jahr erlebte.

### Nationalmannschaft
Baum debütierte im November 2021 in der deutschen U17-Auswahl, für die er zweimal zum Einsatz kam. Nach sieben Einsätzen und einem Torerfolg für die U18 ist er seit September 2023 U19-Nationalspieler. Für die U20 war Baum 2024 und 2025 acht Mal im Einsatz. Bei der U21-Europameisterschaft 2025 in der Slowakei stand er erstmals im Kader der U21 und absolvierte am 18. Juni 2025 beim 2:1-Sieg in der Vorrunde gegen England sein erstes Spiel.

## Erfolge und Auszeichnungen
Erfolge
- Meister der Hessenliga und Aufstieg in die Regionalliga Südwest: 2023

Auszeichnungen
- Fritz-Walter-Medaille (U19): Bronze 2024